# Eustomias cirritus
Eustomias cirritus és una espècie de peix de la família dels estòmids i de l'ordre dels estomiformes. Poden assolir fins a 21,4 cm de longitud total. És un peix marí i d'aigües profundes que viu fins als 337 m de fondària. Es troba al sud-est de Nova Caledònia.